# 全国
| ウィキペディアには「全国」という見出しの百科事典記事はありません（タイトルに「全国」を含むページの一覧/「全国」で始まるページの一覧）。 代わりにウィクショナリーのページ「全国」が役に立つかもしれません。 |